# Andorra (kommun)
Andorra är en kommun i Spanien.   Den ligger i provinsen Provincia de Teruel och regionen Aragonien, i den östra delen av landet, 280 km öster om huvudstaden Madrid. Antalet invånare är 8 266. Arean är 141 kvadratkilometer. Andorra gränsar till Alcañiz, Albalate del Arzobispo och Alloza. 
Terrängen i Andorra är platt österut, men västerut är den kuperad.